# 劉呈瑞
劉呈瑞（？—1640年代），字伯功，常州府武進縣人，明朝、南明政治人物。

## 生平
劉呈瑞是天啓七年（1627年）丁卯科應天鄉試舉人，崇禎四年（1631年）登辛未科進士，獲授戶部陕西清吏司主事，升员外郎。崇祯八年（1635年）轉任湖廣道御史、巡按廣東，任內廉正大體，上疏彈劾三十六名不稱職的官員；劉香餘眾未曾剿滅，他就加以安撫，令地方安定。劉呈瑞又捐獻數千金修築古岡到省的數百里道路，商旅來往，壞人都絕跡；歲祿時米價飆升，他救濟人民並且買糧調動。調往順天後，不怕彈劾權貴；陳新甲怯陣避敵，劉呈瑞前後上疏五十次議論。京師告急，他上言通州是重地，不能不守，同時到那裡至親自巡更，整飭勉勵士兵；不久因為部下潰散被革職。
弘光帝繼位，起用他為山東道御史。南京失守後足不出戶，數年後去世。

## 引用
1. 1 2  錢海岳《南明史·卷三十三·列傳第九》：劉呈瑞，字君開，武進人。崇禎四年進士。授戶部主事，遷廣東道御史，巡按廣東，廉正知大體，一疏劾罷不職者三十六人。劉香餘眾不靖，加意綏輯，遠近帖然。
2. ↑  《崇祯四年辛未科進士三代履歷》：刘呈瑞，翰鸿，诗四房，壬寅七月十六日生，武进人。丁卯九十三，会八十六，二甲六名，户部政，授户部陕西司主事，管河西务钞关，升员外，乙亥考选湖广道御史，巡西城、東城城工、顺天巡按，己卯为民。曾祖西豆，祖潮，父應徵。
3. ↑  錢海岳《南明史·卷三十三·列傳第九》：捐金數千修道，自古岡至省數百里，行旅往來，宵人潛跡。歲祿米貴，發振並出糴，活者無算。調順天，彈劾不避權貴。陳新甲前後逗橈，先後五十疏論之。京師警，上言通州為重地，不可不出守，至則親刁斗，厲士完城。以所屬潰，削籍。
4. ↑  錢海岳《南明史·卷三十三·列傳第九》：安宗立，起山東道。南京亡，坐卧小樓不出，數年卒。